# Арда Јерменска
Арда Јерменска (јерм. Արդա) била је жена јерусалимског краља Балдуина I и прва јерусалимска краљица.

## Биографија
Арда је ћерка Тороса од Мараша. Балдуин ју је оженио 1097. године након смрти његове прве жене Годехилде (Први крсташки рат). Торос је обећао 60.000 бизанта као мираз. Био је то политички брак. Балдуин је постао први гроф Едесе, грофовије која је створена територији јерменске државе.
Када је Балдуин 1100. године наследио свога брата Готфрида Бујонског, Арда му се није одмах прикључила. Путовала је морем и у Јерусалим стигла тек 1101. године. Године 1105. брак је поништен, наводно због неверства Ардиног. У стварности, Торос није испунио обећање и исплатио сав мираз. Са Балдуином није имала деце. Балдуин се 1112. године оженио Аделадом дел Васто, удовицом Роџера I од Сицилије и регента Роџера II. Склапање брака наишло је на противљење цркве јер је Балдуин већ био у легалном браку са Ардом. Арда се након развода није враћала у Јерусалим. Датум њене смрти је непознат.

## Породично стабло
|  |                     |  |  |  |  |  |  |  |  |  |  |  |  |  |  |  |
|  | 2. Thoros of Marash |  |  |  |  |  |  |  |  |  |  |  |  |  |  |  |
|  |                     |  |  |  |  |  |  |  |  |  |  |  |  |  |  |  |
|  |                     |  |  |  |  |  |  |  |  |  |  |  |  |  |  |  |
|  | 1. Арда Јерменска   |  |  |  |  |  |  |  |  |  |  |  |  |  |  |  |
|  |                     |  |  |  |  |  |  |  |  |  |  |  |  |  |  |  |
|  |                     |  |  |  |  |  |  |  |  |  |  |  |  |  |  |  |
|  | 3. [[]]             |  |  |  |  |  |  |  |  |  |  |  |  |  |  |  |
|  |                     |  |  |  |  |  |  |  |  |  |  |  |  |  |  |  |
|  |                     |  |  |  |  |  |  |  |  |  |  |  |  |  |  |  |